# Ołeksij Orżel
Ołeksij Anatolijowycz Orżel, ukr. Олексій Анатолійович Оржель (ur. 26 stycznia 1984 w Kijowie) – ukraiński polityk, urzędnik państwowy, specjalista w zakresie energetyki, od 2019 do 2020 minister energetyki i ochrony środowiska.

## Życiorys
Absolwent Kijowskiego Instytutu Politechnicznego, na którym uzyskał magisterium z zakresu zarządzania energią. W latach 2006–2014 pracował w administracji publicznej, zajmując różne stanowiska w krajowym regulatorze energetyki. Później związany z sektorem prywatnym. Był przewodniczącym UAWE, ukraińskiego stowarzyszenia energii odnawialnej. Kierował też sektorem energetycznym w instytucji Ofis efektywnoho rehuluwannia (BRDO), finansowanym przez Unię Europejską niezależnym think tanku działającym na rzecz wprowadzania lepszych rozwiązań legislacyjnych na Ukrainie.
W wyborach parlamentarnych w 2019 z ramienia prezydenckiego ugrupowania Sługa Ludu uzyskał mandat posła do Rady Najwyższej IX kadencji. Złożył go w sierpniu tegoż roku na pierwszym posiedzeniu nowego parlamentu w związku z objęciem stanowiska ministra energetyki i ochrony środowiska w powołanym wówczas rządzie Ołeksija Honczaruka. Zakończył urzędowanie wraz z całym gabinetem w marcu 2020.